# キューバ総督領 (1511年–1521年)

キューバ総督領
Tenientes de gobernador de Cuba

1513年の海洋の島々と本土

16世紀からキューバ島はサント・ドミンゴ総督の支配を受けていた。キューバ征服はディエゴ・ベラスケス・デ・クエリャルの指揮下で1524年に死去するまでキューバ最初の総督になった、最近インド副王に復帰した ディエゴ・コロンにより1510年に組織された。
ベラスケスは1511年にヌエストラ・セニョーラ・デ・ラ・アスンシオーン・デ・バラコア市を建設し、スペイン国王の認証を受けたキューバを統治するカビルド（地方政府評議会）総会を招集した。
エルナン・コルテスのスペインによるアステカ帝国の征服はキューバから始められた。キューバはメキシコ征服後にヌエバ・エスパーニャに併合された。

## 参照
- Historia general de los hechos de los Castellanos en Las Islas Y Tierra firme